# Abdij van de Godsberg
De Abdij van de Godsberg was een cisterciënzinnenklooster te Neeroeteren, dat gesticht werd omstreeks 1240.
Het klooster had reeds eerder bestaan, te Boutershoven, maar het werd naar Neeroeteren overgeplaatst omdat het zich daar beter kon ontwikkelen. Het klooster zou gelegen zijn aan de Bosbeek. Vooral graaf Arnold IV van Loon verleende aan het klooster vele schenkingen aan goederen en rechten. Toch kon het klooster zich ook in Neeroeteren niet handhaven. In 1275 werd het opgeheven, en ging het klooster op in de Abdij van Oriënten te Rummen.